# ギリェルミ・ヌネス・ダ・シウヴァ
ギリェルミ・ヌネス（ポルトガル語: Guilherme Nunes）ことギリェルミ・ヌネス・ダ・シウヴァ（ポルトガル語: Guilherme Nunes da Silva、1998年7月12日 - ）は、ブラジルのサッカー選手。ポジションはMF。

## クラブ歴
2014年にサントスFCの下部組織に加入。2015年11月5日に3年のプロ契約を締結。2018年2月3日にトップチームに昇格。同月18日のカンピオナート・パウリスタでホナタン・コペテに代わって出場し選手初出場。3月15日にコパ・リベルタドーレス2018でレオナルド・シッタジーニに代わって出場しコパ・リベルタドーレス初出場。その後は国内クラブにレンタル移籍に出された。
2023年1月2日、GEブラジウに移籍した。

## 代表歴
2015年9月16日に2015 FIFA U-17ワールドカップに臨むブラジルU-17代表に選抜。翌年にはU-20代表にも選出され、リオデジャネイロオリンピックに臨む代表のサポーティングメンバーともなった。